# Tonghu, Guangdong
Tonghu (kinesiska: 潼湖) är en köping i sydöstra Kina. Den ligger i stadsdistriktet Huicheng i staden Huizhou i provinsen Guangdong, omkring 94 kilometer öster om provinshuvudstaden Guangzhou. Antalet invånare är 35 706. Befolkningen består av 16 139 kvinnor och 19 567 män. Barn under 15 år utgör 19,0 %, vuxna 15-64 år 74 %, och äldre över 65 år 6,0 %.